# 蒂拉蘭區

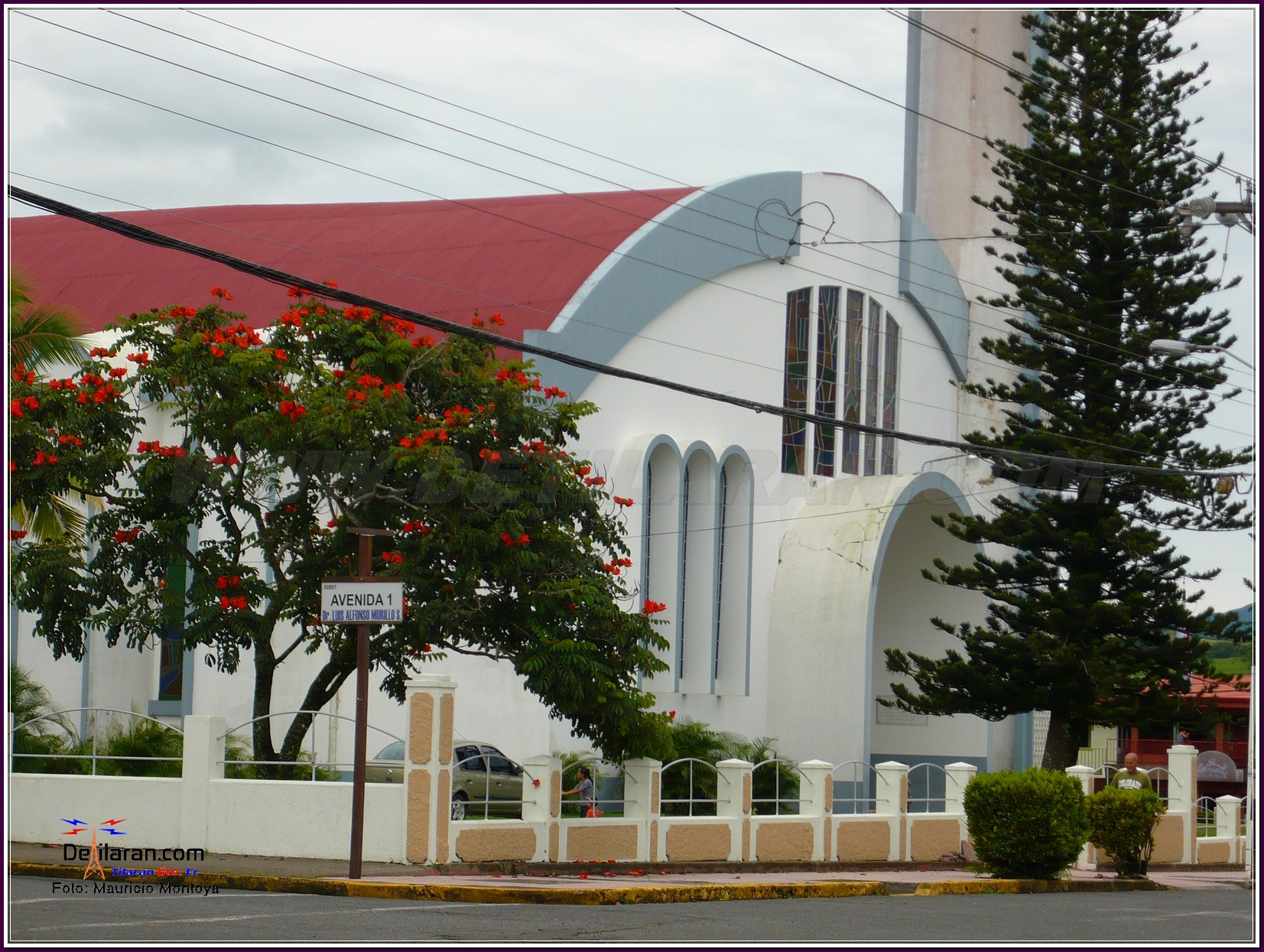

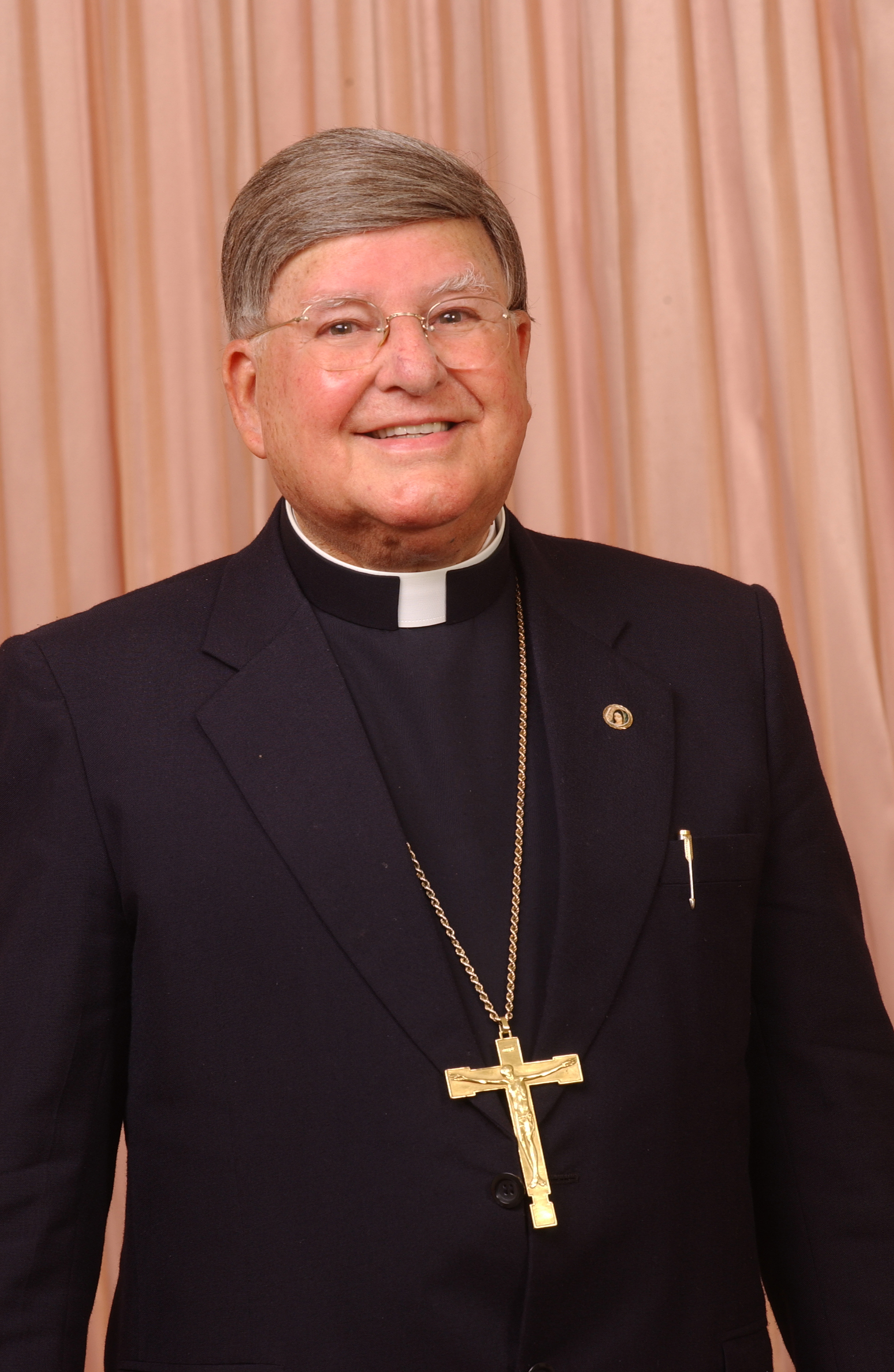

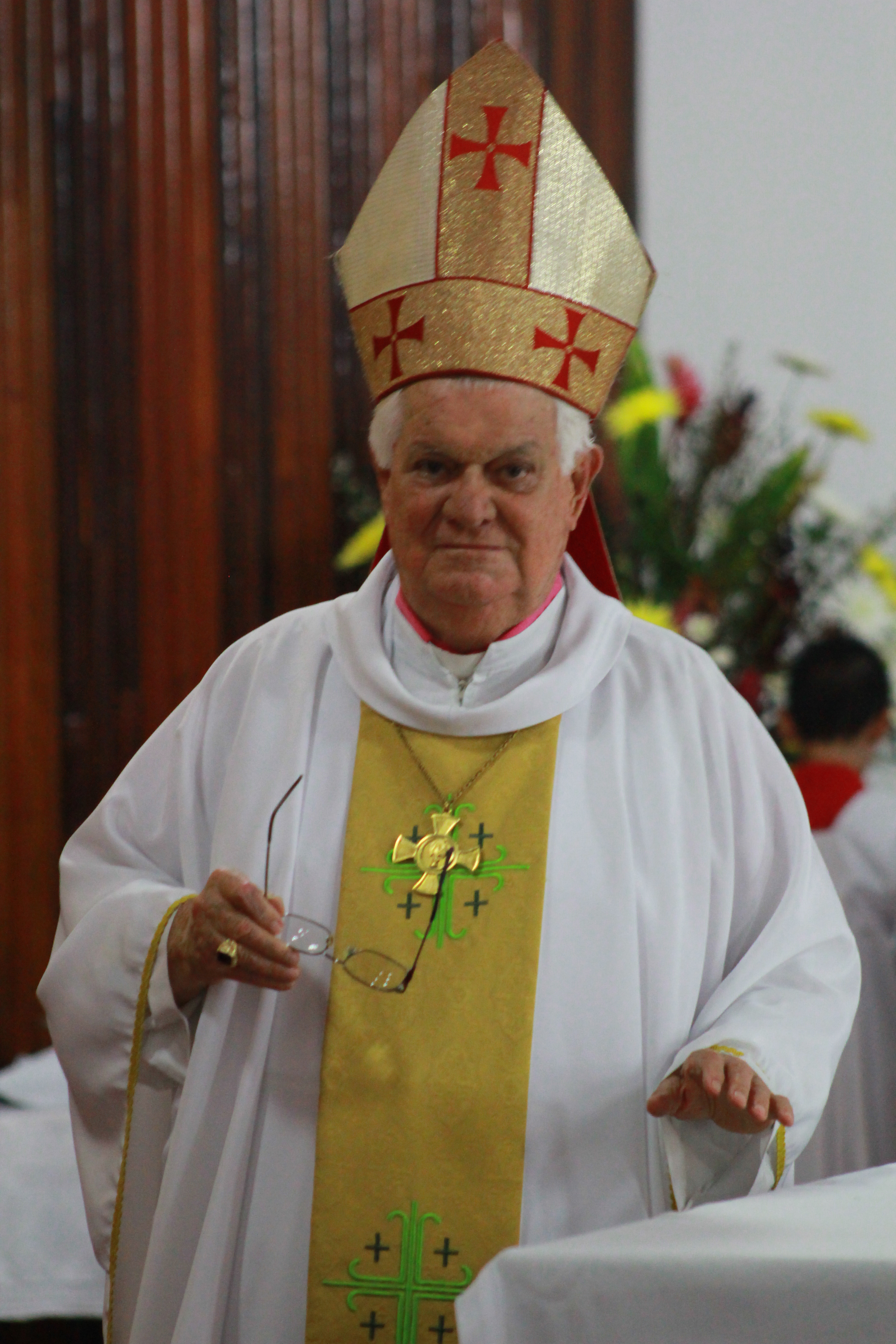

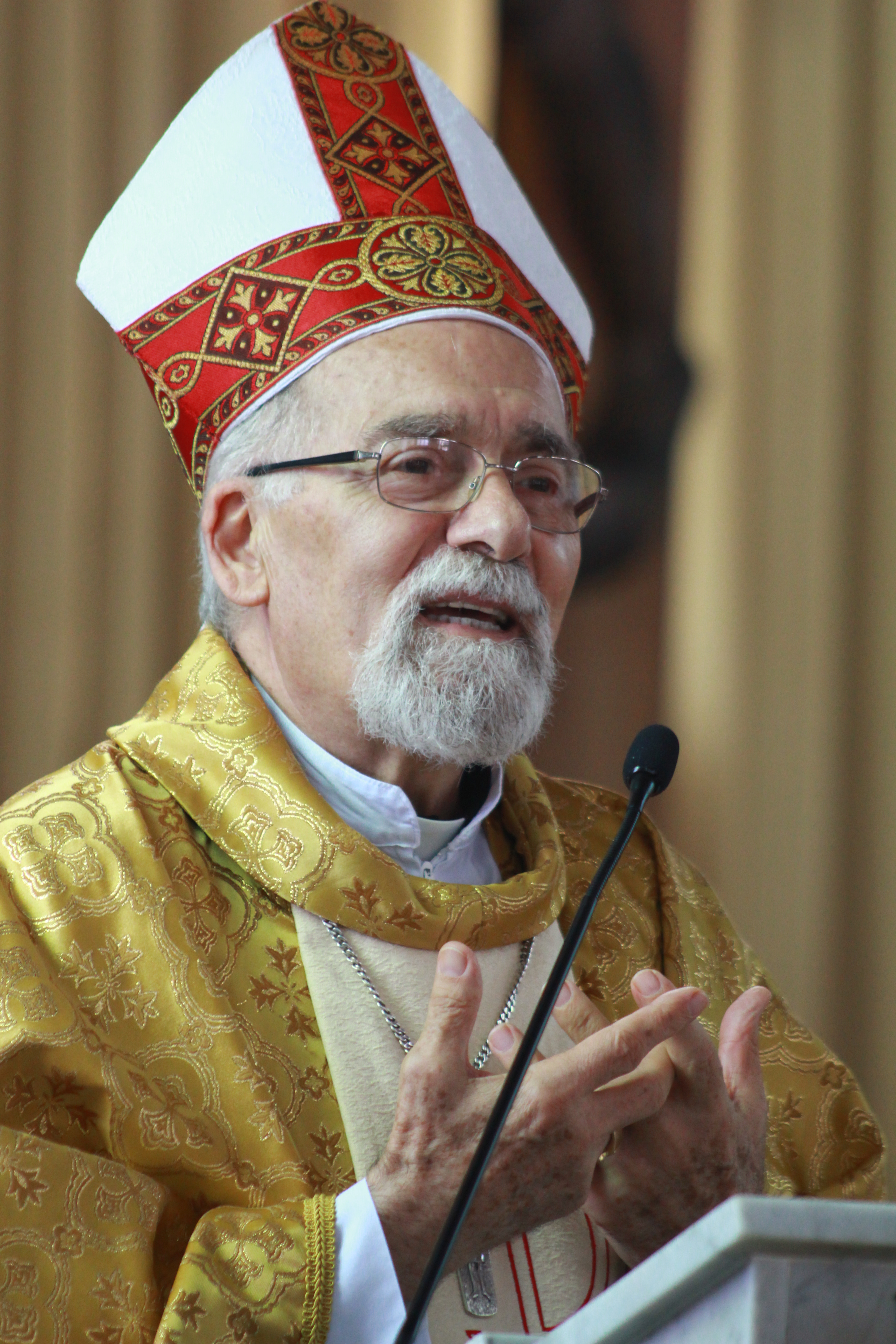

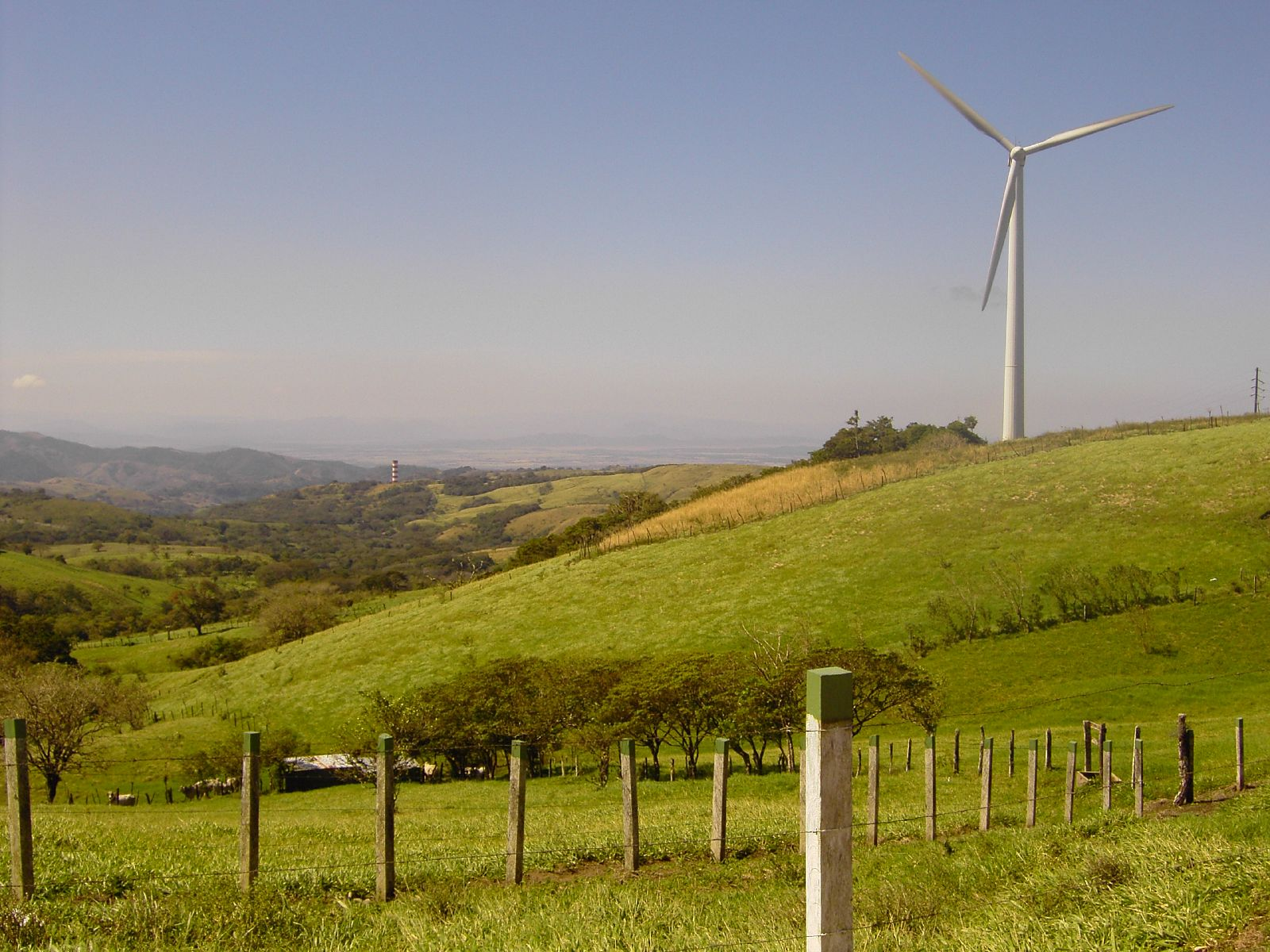

蒂拉蘭區（西班牙語：Tilarán），是哥斯達黎加的一個區，位於該國西北部瓜納卡斯特省，處於阿雷納爾湖西岸，海拔高度592米，居民主要信奉羅馬天主教，2011年人口8,677。